# کابینه دوم الکساندر ووچیچ
دولت صربستان، دومین دولت به رهبری نخست‌وزیر الکساندر ووچیچ، در ۱۱ اوت ۲۰۱۶ با اکثریت آراء در مجلس ملی صربستان انتخاب شد. انتخابات پارلمانی در ۲۴ آوریل ۲۰۱۶ برگزار شد و ائتلاف حاکم حزب مترقی صربستان و حزب سوسیالیست صربستان، که در فهرست‌های جداگانه‌ای شرکت داشتند، در مجموع ۱۶۰ کرسی از ۲۵۰ کرسی را به دست آوردند و اکثریت پارلمانی خود را حفظ کردند. در حالی که حزب مترقی ووچیچ دوباره کرسی‌های کافی برای تشکیل دولت به تنهایی را به دست آورد، او تصمیم گرفت به همکاری با سوسیالیست‌ها ادامه دهد.
این کابینه شامل وزرایی از حزب مترقی صربستان (SNS)، حزب سوسیالیست صربستان (SPS)، حزب سوسیال دموکرات صربستان (SDPS), جنبش سوسیالیست‌ها (PS) و حزب بازنشستگان متحد صربستان (PUPS) و همچنین برخی از افراد بدون وابستگی حزبی است. این کابینه به‌جز نخست‌وزیر ۱۹ عضو دارد: ۱۶ نفر متصدی وزارتخانه و ۳ نفر بدون سمت. یازده نفر از آن‌ها در کابینهٔ قبلی خدمت کرده بودند و هشت نفر دیگر جدید هستند.
در ۳۰ مهٔ ۲۰۱۷، ووچیچ به دلیل انتخاب شدن به‌عنوان رئیس‌جمهور صربستان در انتخابات آوریل ۲۰۱۷، از سمت نخست‌وزیری استعفا داد. معاون اول او ایویتسا داچیچ، سمت نخست‌وزیری موقت را بر عهده گرفت. کابینه جدید دولت به نخست‌وزیری آنا برنابیچ، با ترکیب مشابه وزرا، در ۲۹ ژوئن در معرض رأی‌گیری قرار گرفت.

## احزاب پشتیبان
| حزب            | حزب                                       | ایدئولوژی اصلی           | موقعیت سیاسی | رهبر            |
| احزاب دولتی    | احزاب دولتی                               | احزاب دولتی              | احزاب دولتی  | احزاب دولتی     |
| -------------- | ----------------------------------------- | ------------------------ | ------------ | --------------- |
|                | حزب مترقی صربستان (SNS)                   | پوپولیسم                 | خیمه بزرگ    | الکساندر ووچیچ  |
|                | حزب سوسیالیست صربستان (SPS)               | سوسیال دموکراسی          | چپ میانه     | ایویتسا داچیچ   |
|                | جنبش سوسیالیست‌ها (PS)                     | ملی‌گرایی چپ              | چپ میانه     | الکساندر وولین  |
|                | حزب بازنشستگان متحد صربستان (PUPS)        | منافع بازنشستگان         | میانه        | میلان کرکوبابیچ |
|                | حزب سوسیال دموکرات صربستان (SDPS)         | سوسیال دموکراسی          | چپ میانه     | راسیم لیاییچ    |
| تأمین و اعتماد |                                           |                          |              |                 |
|                | صربستان متحد (JS)                         | محافظه‌کاری ملی           | جناح راست    | دراگان مارکوویچ |
|                | اتحاد مجارهای وویودینا (VMSZ)             | منافع اقلیت‌های مجارستانی | راست میانه   | ایستوان پاستور  |
|                | اتحادیه دموکراتیک بوسنیایی ساندژاک (BDZS) | منافع اقلیت‌های بوسنیایی  | جناح راست    | یاهیا فِهراتوویچ |

## اعضای کابینه
| سمت                                                              | متصدی                   | تصویر         | از تاریخ                                   | حزب | حزب                                         |
| ---------------------------------------------------------------- | ----------------------- | ------------- | ------------------------------------------ | --- | ------------------------------------------- |
| نخست‌وزیر                                                         | الکساندر ووچیچ          |               | ۲۷ آوریل ۲۰۱۴ – ۳۰ مهٔ ۲۰۱۷                 |     | ترقی‌خواه                                    |
| نخست‌وزیر (متصدی)                                                 | ایویتسا داچیچ           |               | ۳۰ مهٔ ۲۰۱۷                                 |     | سوسیالیست                                   |
| معاون اول نخست‌وزیر (سابق) و وزیر امور خارجه                      | ایویتسا داچیچ           | ۲۷ آوریل ۲۰۱۴ |                                            |     | سوسیالیست                                   |
| معاون اول نخست‌وزیر و وزیر ساخت و ساز، ترابری و زیرساخت           | زورانا میهایلوویچ       |               | ۲۷ آوریل ۲۰۱۴                              |     | ترقی‌خواه                                    |
| معاون نخست‌وزیر و وزیر تجارت، گردشگری و مخابرات                   | راسیم لیائیچ            |               | ۲۷ آوریل ۲۰۱۴                              |     | سوسیال‌دموکرات (نامزدشده توسط ترقی‌خواهان)    |
| معاول نخست‌وزیر و وزیر کشور                                       | نبویسا استفانوویچ       |               | ۲۷ آوریل ۲۰۱۴ معاون نخست‌وزیر از۱۱ اوت ۲۰۱۶ |     | ترقی‌خواه                                    |
| وزیر مدیریت استانی و دولت خودمختار محلی                          | آنا برنابیچ             |               | ۱۱ اوت ۲۰۱۶                                |     | غیرحزبی (نامزدشده توسط ترقی‌خواهان)          |
| وزیر دارایی                                                      | دوسان وویوویچ           |               | ۱۵ ژوئیهٔ ۲۰۱۴                              |     | غیرحزبی (نامزدشده توسط ترقی‌خواهان)          |
| وزیر اقتصاد                                                      | گوران کنزویچ            |               | ۱۱ اوت ۲۰۱۶                                |     | ترقی‌خواه                                    |
| وزیر کشاورزی و حفاظت از محیط زیست                                | برانیسلاو ندیموویچ      |               | ۱۱ اوت ۲۰۱۶                                |     | ترقی‌خواه                                    |
| وزیر انرژی و معدن                                                | الکساندر آنتیچ          |               | ۲۷ آوریل ۲۰۱۴                              |     | سوسیالیست                                   |
| وزیر دادگستری                                                    | نلا کوبوروویچ           |               | ۱۱ اوت ۲۰۱۶                                |     | ترقی‌خواه                                    |
| وزیر دفاع                                                        | زوران دوردویچ           |               | ۲ مارس ۲۰۱۶                                |     | ترقی‌خواه                                    |
| وزیر آموزش، علوم و توسعه فناوری                                  | ملادن سارشویچ           |               | ۱۱ اوت ۲۰۱۶                                |     | غیرحزبی (نامزدشده توسط ترقی‌خواهان)          |
| وزیر بهداشت                                                      | زلاتیبور لونکار         |               | ۲۷ آوریل ۲۰۱۴                              |     | ترقی‌خواه                                    |
| وزیر کار، اشتغال، امور کهنه‌سربازان و سیاست‌های اجتماعی            | الکساندر وولین          |               | ۲۷ آوریل ۲۰۱۴                              |     | جنبش سوسیالیست‌ها (نامزدشده توسط ترقی‌خواهان) |
| وزیر جوانان و ورزش                                               | وانجا اودوویچیچ         |               | ۲ سپتامبر ۲۰۱۳                             |     | ترقی‌خواه                                    |
| وزیر فرهنگ و اطلاعات                                             | ولادان وکوساولیویچ      |               | ۱۱ اوت ۲۰۱۶                                |     | غیرحزبی (نامزدشده توسط ترقی‌خواهان)          |
| وزیر فاقد سمت مسئول عضویت در اتحادیه اروپا                       | یادرانکا یوکسیموویچ     |               | ۲۷ آوریل ۲۰۱۴                              |     | ترقی‌خواه                                    |
| وزیر فاقد سمت مسئول پیشگیری از خشونت و حمایت از کودکان و معلولان | اسلاویکا دوکیچ دیانوویچ |               | ۱۱ اوت ۲۰۱۶                                |     | سوسیالیست                                   |
| وزیر فاقد سمت مسئول توسعهٔ منطقه‌ای                                | میلان کرکوبابیچ         |               | ۱۱ اوت ۲۰۱۶                                |     | بازنشستگان متحد (نامزدشده توسط ترقی‌خواهان)  |